# Cinnamomum petrophilum
Cinnamomum petrophilum là loài thực vật có hoa trong họ Nguyệt quế. Loài này được N.Chao miêu tả khoa học đầu tiên năm 1981.